# Cara Lott

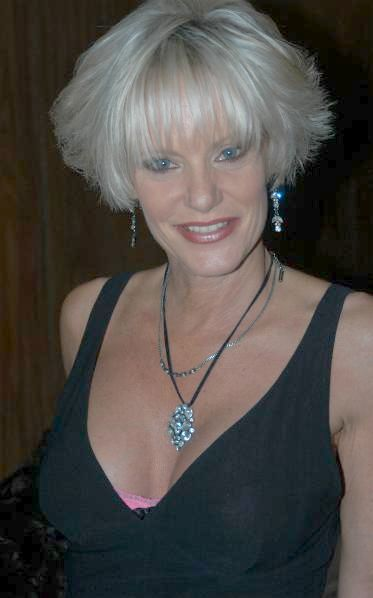
Cara Lott (2005)

Cara Lott (* 16. August 1961 in Huntington Beach, Kalifornien; † 19. März 2018 in Orange County, Kalifornien) war eine US-amerikanische Pornodarstellerin.
Lott stammte aus einer katholischen Familie und wuchs in Huntington Beach auf. Mit 18 begann sie zu modeln. Sie arbeitete unter anderem für Hustler.
1991 nahm sie eine Auszeit vom Pornogeschäft, fing an zu studieren und erwarb einen College-Abschluss in Gesundheitswissenschaften.
Sie war vor allem im MILF-Genre tätig.
2006 wurde sie in die AVN Award Hall of Fame und in die Legends of Erotica Awards Hall of Fame aufgenommen. 2008 wurde sie beim AVN Award für die beste Oral Sex Szene und als beste Nebendarstellerin nominiert.
Sie war seit 1986 mit dem Pornodarsteller Vladimir Correa Matos verheiratet.

## Filmographie (Auswahl)
- 1982:Taboo II
- 1983: Satifactions
- 1984: Der Tod kommt zweimal
- 1984: From Russia with Lust
- 1985: Sizzling Suburbia
- 2006: Flashers
- 2006: Momma Knows Best 1
- My Friend’s Hot Mom 3